# Adderzeenaald
De adderzeenaald (Entelurus aequoreus) is een straalvinnige vis uit de familie van de zeenaalden en zeepaardjes (Syngnathidae) en de orde van de zeenaaldachtigen (Syngnathiformes). De vis kan een lengte bereiken van 40 centimeter.

## Leefomgeving
De adderzeenaald komt voor in zeewater en brak water in gematigde wateren in de Atlantische Oceaan.

## Relatie tot de mens
De adderzeenaald heeft geen waarde voor de commerciële visserij en wordt niet actief gevangen door sportvissers. Deze vissoort is echter te zien in enkele openbare aquaria. De vis is zeldzaam langs de Nederlandse kust en staat als bedreigd op de Rode Lijst maar niet op de internationale Rode Lijst van de IUCN.